# Hlinné
Hlinné é um município da Eslováquia, situado no distrito de Vranov nad Topľou, na região de Prešov. Tem 14,59 km² de área e sua população em 2018 foi estimada em 1.841 habitantes.

## Demografia
| Ano:        | 1994 | 2004    | 2014    | 2024   |
| ----------- | ---- | ------- | ------- | ------ |
| Broj ljudi: | 1453 | 1642    | 1824    | 1917   |
| Razlika:    |      | +13,00% | +11,08% | +5,09% |

| Ano:               | 2023 | 2024   |
| ------------------ | ---- | ------ |
| Número de pessoas: | 1907 | 1917   |
| Diferença:         |      | +0,52% |